# Sasaki no Yoshitsune
Sasaki no Yoshitsune (Sasaki no Noritsune, 1000 - 1058) est un kugyō (noble) de l'époque de Heian de l'histoire du Japon. Il est également bushō (commandant militaire). Il est le fils ainé de Minamoto no Nariyori.

## Source de la traduction
- (pt) Cet article est partiellement ou en totalité issu de l’article de Wikipédia en portugais intitulé « Sasaki no Yoshitsune » (voir la liste des auteurs).